# فرودگاه آبی پارک دو لا ورندرای
فرودگاه آبی پارک دو لا ورندرای (به انگلیسی: Parc de la Vérendrye (Le Domaine) Water Aerodrome) یک فرودگاه همگانی است که یک باند فرود آب دارد. این فرودگاه در کشور کانادا قرار دارد و در ارتفاع ۳۴۸ متری از سطح دریا واقع شده است.